# Хайлендс (регион)
Хайлендс (англ. Highlands Region) — один из четырёх регионов Папуа — Новой Гвинеи.
Включает в себя:
- Дживака
- Истерн-Хайлендс
- Саутерн-Хайлендс
- Симбу
- Уэстерн-Хайлендс
- Хела
- Энга